# Конституционный референдум в Албании (1994)
Конституционный референдум в Албании прошёл 7 ноября 1994 года. Избирателей спросили, одобряют ли они новую конституцию, опубликованную 6 октября, которая расширяла полномочия президента страны. Однако конституция была отклонена избирателями, за неё проголосовали только 43,6 %. Явка избирателей составила 84,4 %.

## Предыстория
Согласно временной конституции 1991 года, для принятия новой конституции требовалось большинство в две трети голосов в парламенте и на референдум. Поскольку у правящей Демократической партии такого большинства не было, президент Сали Бериша добился принятия нового закона о референдуме, который позволял президенту своим указом провести референдум по новой конституции, по результатам которого парламент мог одобрить её простым большинством голосов.
Основными яблоками раздора в новой конституции являлись полномочия президента и то, что религиозные лидеры должны прожить в стране не менее 20 лет. Кроме того, вводился обязательный конституционный референдум (статья 130).

## Результаты
| Выбор                     | Голоса    | %     |
| ------------------------- | --------- | ----- |
| За                        | 699 245   | 43,62 |
| Против                    | 903 630   | 56,38 |
| Недействительные голоса   | 73 958    | -     |
| Всего                     | 1 676 833 | 100   |
| Зарегистрировано/явка     | 1 985 986 | 84,43 |
| Источник: Nohlen & Stöver |           |       |